# Expobit
Expobit è una manifestazione fieristica Euromediterranea dedicata all'Informatica alla comunicazione ed alle nuove tecnologie, giunto alla XX edizione.
L'evento ha come obiettivo quello di offrire un panorama completo sull'innovazione tecnologica nel mercato delle telecomunicazioni, dell'ICT della multimedialità e ell'audiovisivo, prestando particolare attenzione alle tematiche energetiche e ambientali. I numeri ed i positivi riscontri delle precedenti edizioni lo consacrano 2° evento italiano dell'ICT.
L'Expobit si tiene ogni anno presso il Centro Fieristico Le Ciminiere di Catania per la durata di 4 giorni. L'edizione 2015 si terrà dal 19 al 22 novembre. In concomitanza ci sarà anche l'Expomedicina che tratta tutti i nuovi ritrovati, i nuovi metodi e macchinari rivoluzionari in questo campo.
Punto forte di Expobit sono il gran numero di convegni, workshop e seminari che vi si tengono ogni anno, e che fanno incontrare istituzioni nazionali, istituzioni regionali, e monodo industriale.
"Expobit" 2009 ha visto per la prima volta la collaborazione di ICE, Istituto Nazionale per il commercio estero. L'istituto organizzato una mission incoming selezionando e invitando operatori esteri provenienti dalle diverse aree del bacino mediterraneo, Spagna, Marocco, Egitto, Turchia, Tunisia , interessati ad intessere relazioni di partnership con le aziende Siciliane che esprimono eccellenza nell'ICT, presenti ad Expobit. Gli incontri B2B programmati nei primi due giorni, e i follow-up degli stessi hanno creato proficui rapporti di collaborazione con gli espositori,  e si configurano come il primo passo verso lo sviluppo internazionale di una regione, la Sicilia, che ambisce giustamente a porsi come centro culturale ed economico del bacino mediterraneo., .

## Alcuni espositori
- Rai Trade
- Sky
- Aci
- Polizia di Stato
- Guardia di Finanza
- Carabinieri
- Api Nòva Energia
- ERG
- Radio Sis
- REGRAN
- S.I.R.G.UM
- Comunicando
- Compit
- Parco scientifico e tecnologico
- OSANET
- Kosmos
- WEC Italia